# عاشیق هاوالاری
این کتاب حاوی سی و شش آهنگ در دستگاه سه‌گاه زابل است که مهدی‌پور به شکل «نت» درآورده‌است. این آهنگ‌ها به شرح ذیل است:

روی جلد کتاب

- باش دیوانی
- دوبیتی
- زیل دوبیتی
- ذوالفقاری (آزافلی دوبیتی)
- قزاق دوبیتی سی
- کرم گؤزل‌له‌مه‌سی
- سلیان گؤزل‌له‌مه‌سی
- آران گؤزل‌له‌مه‌سی
- واقف گؤزل‌له‌مه‌سی
- دمیر گؤزل‌له‌مه‌سی
- اسفندیار گؤزل‌له‌مه‌سی
- یانیق کرمی
- قربانی
- دیلقمی
- فاخرالی دیلقمی
- باش‌ساری‌تِل
- داغلار بایاتیسی
- بادامی شکسته
- آزافلی گؤزلری
- آزافلی گرایلی
- باش دوراحانی
- باش نخجیوانی
- قربتی
- سلطانی
- یورد یِری
- واقف مخمس
- نارآغاجی نارچیچگی
- اسگی قایتاقی (قاراداغ شکسته‌سی)
- شیروانی
- نخجیوان گؤلؤ
- گیله‌ناری
- گؤدک دونو
- گؤگ گؤلَه گَل
- شَرَبانی
- بَگ تعریفی
- باش مخمس[۱]

## برگزیده‌ای از کتاب عاشیق هاوالاری

صفحه‌ای از این کتاب

موسیقی آشیقی اصیل‌ترین موسیقی آذربایجان است که در مناطق مختلف به صورت‌های متفاوت اجرا می‌شود و در بعضی از مناطق مخصوص آن منطقه است. به عنوان مثال زنجان، ارومیه، مراغه،میاندوآب هشترود، ساوه، خلخال، همدان و شیروان آهنگ‌های مخصوص به خود دارند؛ اما تووز، قازاخ، گده بیگ، گویچه، میانه، ورزقان، بورچالی و قره‌داغ تبریز آهنگ‌های یکسانی دارند که در سبک‌های مختلف اجرا می‌شود. آشیق دهقان از مشهورترین آشیقهای ارومیه تعداد آهنگ‌های مختص این منطقه را بیش از هفتاد قطعه می‌داند. دیگر مناطق نام برده شده یعنی زنجان، مراغه، هشترود، ساوه و شیروان، پنجاه تا هفتاد آهنگ خاص منطقه خود دارند. علی‌رغم وجود آهنگ‌های خاص هر منطقه، شکل ساز و شیوهٔ کوک کردن آن‌ها همانند یکدیگر است و فقط در همدان و ساوه فاصلهٔ پرده‌ها اندکی با سازهای دیگر متفاوت است که در این امر متأثر از موسیقی مناطق همجوار خود هستند. دوست و برادر هنرمندم ایلقار ایمان وردیف، نوازندهٔ برجستهٔ ساز قوپوز در جمهوری آذربایجان، تحقیقاتی در خصوص جمع‌آوری کل آهنگ‌های مناطق مذکور آغاز نموده است.
از دید تاریخ و جغرافیا موسیقی هر منطقه از تاریخ و زندگی آن منطقه متأثر می‌شود. موسیقی آشیقی قدیم‌ترین موسیقی این منطقه است که از بطن زندگی ملت آذربایجان برخاسته و از حیات اجتماعی آنان منشأ گرفته‌است. آهنگ‌های آشیقی به شش دستگاه موسیقی یعنی زابل سه‌گاهی، آورتا ماهور، راست، بیات شیراز، بیات کرد و شور محدود می‌شود. امروزه با توجه به آهنگ‌های آهنگسازان معاصر و شیوهٔ تنظیم موسیقی آنان به هارمونی و آکوردی جدید برمی‌خوریم که اصل و ریشهٔ آن‌ها از زمانهای قدیم در ساز آشیقی آذربایجان وجود داشته‌است و از گذشته تا حال نواخته شده و می‌شود؛ به عنوان مثال در آکوردهای ساز تنوع اجرای فاصله‌های پنجم، چهارم و دوم که اکنون مورد توجه همه آهنگسازان جهان نیز قرار گرفته، قابل ذکر است. آهنگساز همیشه جاوید و نامی آذربایجان، دانشمند بزرگ اوزوئیرحاجی بیگ اف در خلق اپرای کور اغلو از همین آکوردها استفاده کرده‌است.
به هر حال هارمونی‌های معاصر با ترکیب‌های متنوع آن‌ها از زمان‌های قدیم در موسیقی آشیقی به کار می‌رفت. پس اهل موسیقی به خصوص آهنگسازان آذربایجان می‌باید به موسیقی آشیقی و آهنگ‌های آن آشنایی کافی داشته باشند.

## منبع
1. ↑  عاشیق هاوالاری (آهنگهای عاشیقی) چنگیز مهدی پور، نشر هُماذر، تبریز، 1383
2. ↑  همان